# Blood II: The Chosen
Blood II: The Chosen – gra komputerowa FPP stworzona przez studio Monolith Productions i wydana przez GT Interactive w 1998 roku. Jest kontynuacją pierwszej części gry Blood. Gracz ma możliwość wyboru postaci, którą będzie grał i są to: Caleb, Ophelia, Ishmael i Gabrielle. Gra została stworzona na silniku Lithtech 1.0, obsługującym bibliotekę DirectX 6.0, podzielona jest na 32 etapy.

## Fabuła
Fabuła gry rozpoczyna się 100 lat po wydarzeniach przedstawionych w pierwszej części gry, w 2028 roku. Protagonistą gry jest ponownie Caleb, który spędził ostatni wiek szukając sposobu zmartwychwstania swoich w poprzedniej części zabitych przez kult uwielbiający boga zła Thernoboga współtowarzyszy, zwanych The Chosen. Międzyczasem Cabal spędzili ostatni wiek od Thernoboga śmierci wykonaną przez Caleba, przemienianiem kultu w ogólnoświatowe współdziałanie zwane CabalCo, używające gospodarcze wpływy do kontroli pospólstwa świata. To wszystko jest spowodowane dzięki tymczasowemu przywódcy CabalCo Gideona, który pozostał wniesiony aby przywrócić Thernoboga, a także z powodu zniszczenia Caleba, zwanego teraz wielkim zdrajcą.
Gra rozpoczyna się Calebem w pociągu CabalCo, gdzie on odkrywa, że Gideon prowadzi pociąg, po rozkazaniu ataku swych współtowarzyszy na niego. Przygotowany do walki Caleb, goni go przez cały pociąg, który Gideon po swojej ucieczce doprowadzi do wypadku. Caleb goni go po odzyskaniu przytomności przez prowadzące do kilku przytyczków miasto New Town. Potem dogania go w CabalCo muzeum, jednakże dopóki dojdzie do walki, Gindeona ochroniarze używają eksperymentalną broń tworzącą wymiarowy portal. Ich akcja nie powoduje zaszkodzenie Caleba, a nagłe przynoszenie jednej z The Chosen zwanej Gabriella podszeptującą Gindeona i jego towarzyszów do rekolekcji.
Od tego momentu, Caleb zaczyna napotykać dziwnych istotów i ludzi zainfekowanych przez dziwnych pasożytów kontrolujących umysł, przy swojej przygodzie gonienia Gindeon’a przebijająco przez Cabal’a mroczne miejscowości. Jednak Gindeon nie jest do odnalezienia. Caleb spotyka kolosa istotów zwanego Naga, którego pokonuje. Caleb łapie pociąg, który ponownie się roztrzaskuje.
Caleb powraca do swojego celu zabicia Gindeona zabijając wszystkich napotykanych. On dąży nadal swoją mroczną drogą przez różne CabalCo instytucje.
Przy swojej drodze spotyka się wielokrotnie z jednym z The Chosem Ishmael’em, który wytłumaczył mu, że istoty są mieszkańcy wtarganego świata, i że wyłącznie tylko on może zatrzymać inwazje, bo odziedziczył moc Thenerbora po zabiciu mrocznego boga. Caleb powraca do swojego polowania na Gindeon’a.
Na końcu Caleb odnajduje Gindeona w cudzoziemskim świecie, starożytnej świątyni, gdzie napotyka się z Gindeonem nabranego kształt potwornego pająka. Zabija go i przebija się przez podziemny świat przybywając to miejsca, gdzie napotyka swych trzech nieumartych współtowarzyszy. Przedstawiają się jako przywódcy inwazji The Ancient One. Po niezbyt długiej walce z poczwarami, spada do dołu i napotyka się z prawdziwym przywódczą. Po pokonaniu dziwnego stworzenia, pokazują się prawdziwi The Chosen. Caleb niechętnie zgadza się z ich życzeniami. Wiąże się ponowie z rzeczywistościami i The Chosen rozpoczynają swoją długą drogę do domu.